# She Came In Through the Bathroom Window
«She Came In Through the Bathroom Window» (рус. Она вошла через окно ванной комнаты) — песня группы «Битлз», написанная Полом Маккартни (авторство приписано Леннону и Маккартни). Песня входит в состав длинного попурри со второй стороны альбома Abbey Road и звучит сразу после предыдущей композиции «Polythene Pam» (вместе с которой она записывалась как единое целое). Песня является заключительной в череде композиций, звучащих на альбоме без перерыва («Sun King», «Mean Mr. Mustard», «Polythene Pam» и данная); по её окончании имеется небольшая пауза, после которой звучит следующая песня попурри, «Golden Slumbers».

## История песни
По наиболее распространённой версии, песня была навеяна Маккартни реальным событием, когда фанаты «Битлз» проникли в дом Маккартни по улице Кавендиш-авеню в Сент-Джонс-Вуде. Дайан Эшли, одна из фанаток, позже вспоминала этот эпизод следующим образом: «Нам наскучило ожидание, его не было дома, и мы решили нанести ему визит. В его саду мы нашли лестницу, которую и приставили к окну ванной комнаты, которое он оставил приоткрытым. Именно я вскарабкалась по ней и проникла внутрь». После этого она открыла входную дверь и впустила остальных. Во время этого «визита» фанаты похитили у Маккартни ряд фотографий.
По заявлению Майка Пиндера (сооснователя группы The Moody Blues), сделанному в документальном фильме «The Classic Artists Series: The Moody Blues», история была совсем иной. По его версии, он рассказал Маккартни историю о том, как он и ещё несколько участников группы забрались в дом к ещё одному участнику группы, Рею Томасу, через окно ванной комнаты, что Маккартни и использовал для создания этой песни.
По воспоминаниям Джона Леннона, песня была написана в период пребывания Леннона и Маккартни в Нью-Йорке в мае 1968: «Это песня Пола. Он написал её, когда мы анонсировали в Нью-Йорке основание Apple и впервые встретили Линду. Возможно, именно она влезла через то окно. Я не уверен, но кто-то точно пролез через окно».

## Запись песни
Первые студийный работы над песней осуществлялись в январе 1969 года во время сессий, посвящённых рабочему альбому «Get Back», однако те дубли не были использованы при подготовке окончательной версии. Более медленная версия песни, вошедшая в альбом Anthology 3, была записана 22 января 1969 года.
Группа начала работу над окончательной версией песни 25 июля 1969 года на студии «Эбби Роуд» (одновременно с песней «Polythene Pam», так как обе эти композиции записывались как единое целое). В этот день было записано 39 дублей базового ритм-трека, после чего отдельно перезаписаны партии баса, ударных и основного вокала. 28 и 30 июля был добавлен ряд дополнительных партий.
В записи участвовали:
- Джон Леннон — дважды записанный и сведённый основной вокал, подголоски, 12-струнная акустическая гитара
- Пол Маккартни — дважды записанный и сведённый основной вокал, подголоски, бас-гитара, соло-гитара, пианино, электрическое пианино
- Джордж Харрисон — подголоски, соло-гитара
- Ринго Старр — ударные, бубен, маракас, ковбелл

## Кавер-версии
- Кавер-версия Джо Кокера достигла 30-й позиции в чарте Billboard Top 40 в январе 1970 года[5].
- Айк и Тина Тёрнеры выпустили кавер-версию песни в составе своего альбома Feel Good (1972 год).
- Американская группа Los Lonely Boys включила кавер-версию песни в свой альбом 1969 (2009 год).